# بيت الحدا (السدة)

تعديل مصدري - تعديل

بيت الحدا محلة تابعة لقرية بيت الجلعي، التابعة لعزلة العرافة بمديرية السدة إحدى مديريات محافظة إب في الجمهورية اليمنية.، بلغ تعداد سكانها 61 حسب تعداد اليمن لعام 2004.